# Ariyallur
Ariyallur es una ciudad censal situada en el distrito de Malappuram en el estado de Kerala (India). Su población es de 22558 habitantes (2011). Se encuentra a 27 km de Malappuram y a 23 km de Kozhikode

## Demografía
Según el censo de 2011 la población de Ariyallur era de 33918 habitantes, de los cuales 10826 eran hombres y 11732 eran mujeres. Ariyallur tiene una tasa media de alfabetización del 94,91%, superior a la media estatal del 94%. la alfabetización masculina es del 97%, y la alfabetización femenina del 93%.